# Boussougou
Boussougou est une commune rurale située dans le département de Kombissiri de la province du Bazèga dans la région Centre-Sud au Burkina Faso.

## Santé et éducation
Le centre de soins le plus proche de Boussougou est le centre de santé et de promotion sociale (CSPS) de Kombissiri.